# Pensa (singolo)
Pensa è un brano musicale composto e interpretato da Fabrizio Moro, vincitore del Festival di Sanremo 2007 nella sezione Giovani. Il testo, secondo quanto ha dichiarato il cantante, è stato scritto d'istinto, subito dopo la visione di un film sulla vita di Paolo Borsellino. Si tratta di un invito alla riflessione, contro ogni forma di violenza e contro la mafia.

## Descrizione
Il singolo della canzone (molto trasmesso dalle radio) ha raggiunto i vertici della classifica di vendita italiana e ha trascinato anche le vendite dell'album omonimo.
Nel 2020 partecipa al concorso radiofonico I Love My Radio, a cui hanno preso parte in totale 45 canzoni.

## Video
Nel video, girato dal regista Marco Risi, compare parte del cast dei film Mery per sempre e Ragazzi fuori e anche Rita Borsellino, sorella del magistrato ucciso dalla mafia, che ha deciso di partecipare alle riprese dopo aver letto il testo della canzone.
| Posizione | 4 | 1 | 2 | 2 | 2 | 2 | 6 | 4 | 4 | 5 | 14 | 11 | 12 | 18 |